# Ван Горп, Мишель
Мишель ван Горп (англ. Michele Van Gorp; родилась 10 мая 1977 года, Уоррен, штат Мичиган, США) — американская профессиональная баскетболистка, выступавшая в женской национальной баскетбольной ассоциации. Была выбрана на драфте ВНБА 1999 года во втором раунде под восемнадцатым номером командой «Нью-Йорк Либерти». Играла на позиции центровой. После окончания игровой карьеры вошла в тренерский штаб команды NCAA «Колгейт Рейдерс», в котором отработала лишь один сезон.

## Ранние годы
Мишель ван Горп родилась 10 мая 1977 года в городе Уоррен (штат Мичиган), училась же она в соседнем тауншипе в средней школе Чиппева-Вэлли, в которой выступала за местную баскетбольную команду.